# Рязанцев, Юрий Иванович (тракторист)
Юрий Иванович Рязанцев — советский хозяйственный и политический деятель.

## Биография
Родился в 1951 году в рабочем посёлке Мордово. Член КПСС.
В 1968—2011 гг. — тракторист колхоза «Дружба» Мордовского района, военнослужащий Советской армии, тракторист-машинист колхоза «Дружба» Мордовского района Тамбовской области, мастер участка комплектации комбайнов Мордовского районного производственного объединения «Сельхозхимия».
Указами Президиума Верховного Совета СССР от 23 декабря 1976 года и 13 марта 1981 года награждён орденами Трудовой Славы 3-й и 2-й степени.
Указом Президента СССР от 6 августа 1990 года награждён орденом Трудовой Славы 1-й степени, став полным кавалером ордена Трудовой Славы.
Делегат XXVI съезда КПСС.
Почётный гражданин Мордовского района.
Живёт в посёлке Мордово.